# Zwickel (Architektur)

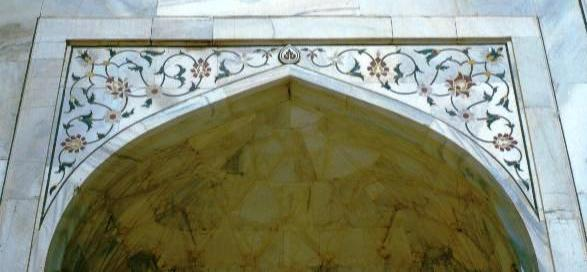
Verzierte Bogenzwickel am Taj Mahal in Agra (Indien)

Ein Zwickel (Eckzwickel) ist in der Architektur allgemein eine spitz zulaufende Fläche oder deren Ausfüllung. Im Besonderen werden verschiedene Zwickel unterschieden: 1) Der Bogenzwickel als Wandfeld über einem gerahmten Bogen; 2) der Gewölbezwickel, der sich zwischen zwei Arkadenbögen und den kreisrunden Unterteil der Kuppel einschiebt; 3)  der Zwickelstein als dreieckiger Pflasterstein beim Straßenpflaster; und 4) der Glaszwickel zwischen Butzenscheiben.

## Bogenzwickel
Die spitz zulaufende Restfläche eines rechteckig eingefassten Bogens wird Bogenzwickel oder Spandrille genannt. Solche Wandflächen werden oftmals ornamental ausgestaltet. In der islamischen Baukunst ist das Zwickelmotiv beim Bogen gestalterisch beliebt und wird von einem Alfiz besonders gerahmt.
Bei Bogenbrücken mit aufgeständerter Fahrbahn wird von offenen Spandrillen (Sparbogen) oder geschlossenen Spandrillen gesprochen, je nachdem ob die Räume zwischen Fahrbahn und Bogen jenseits des Scheitel verfüllt sind.

Bogenzwickel
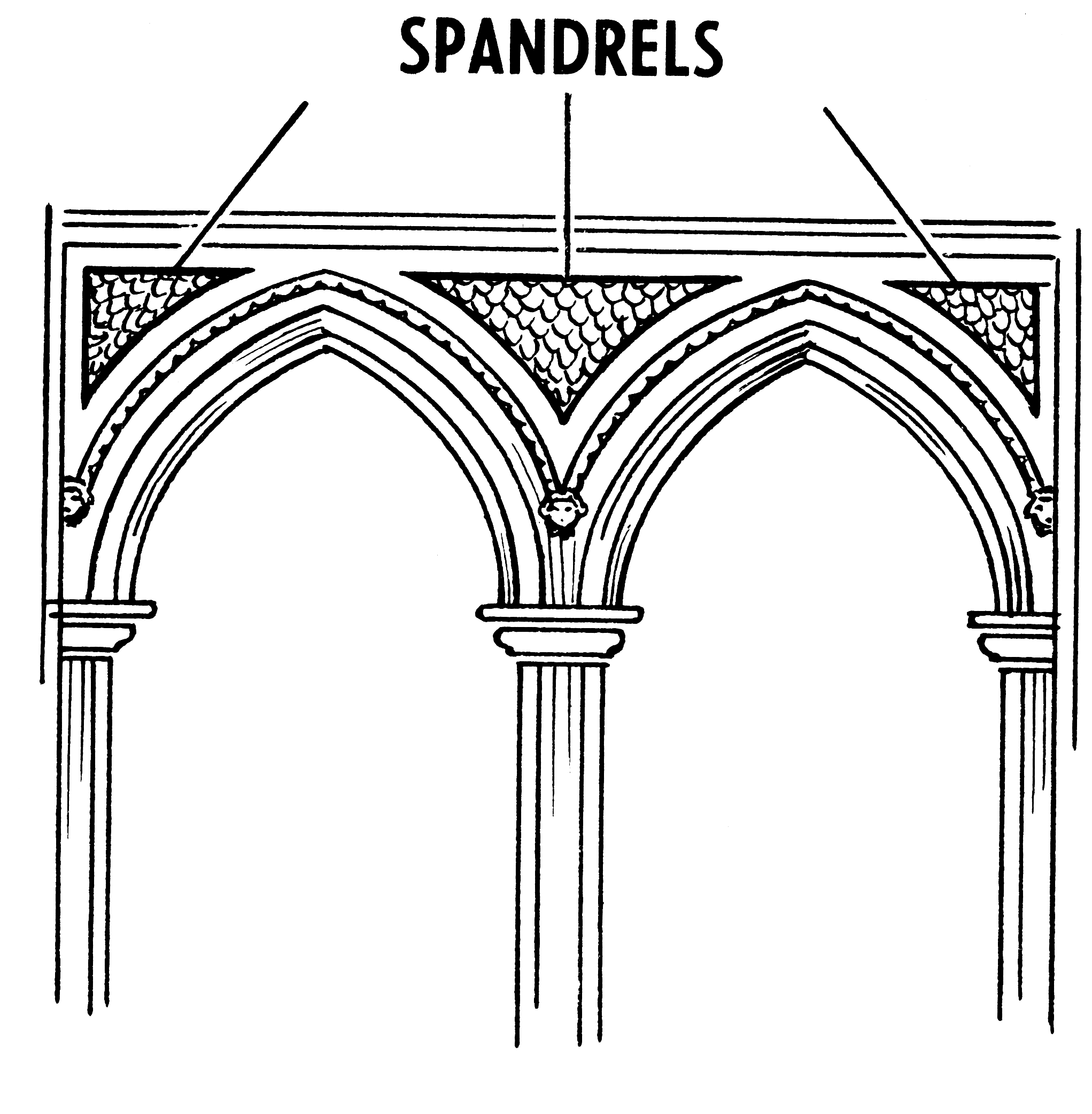
Spandrillen (Schema)
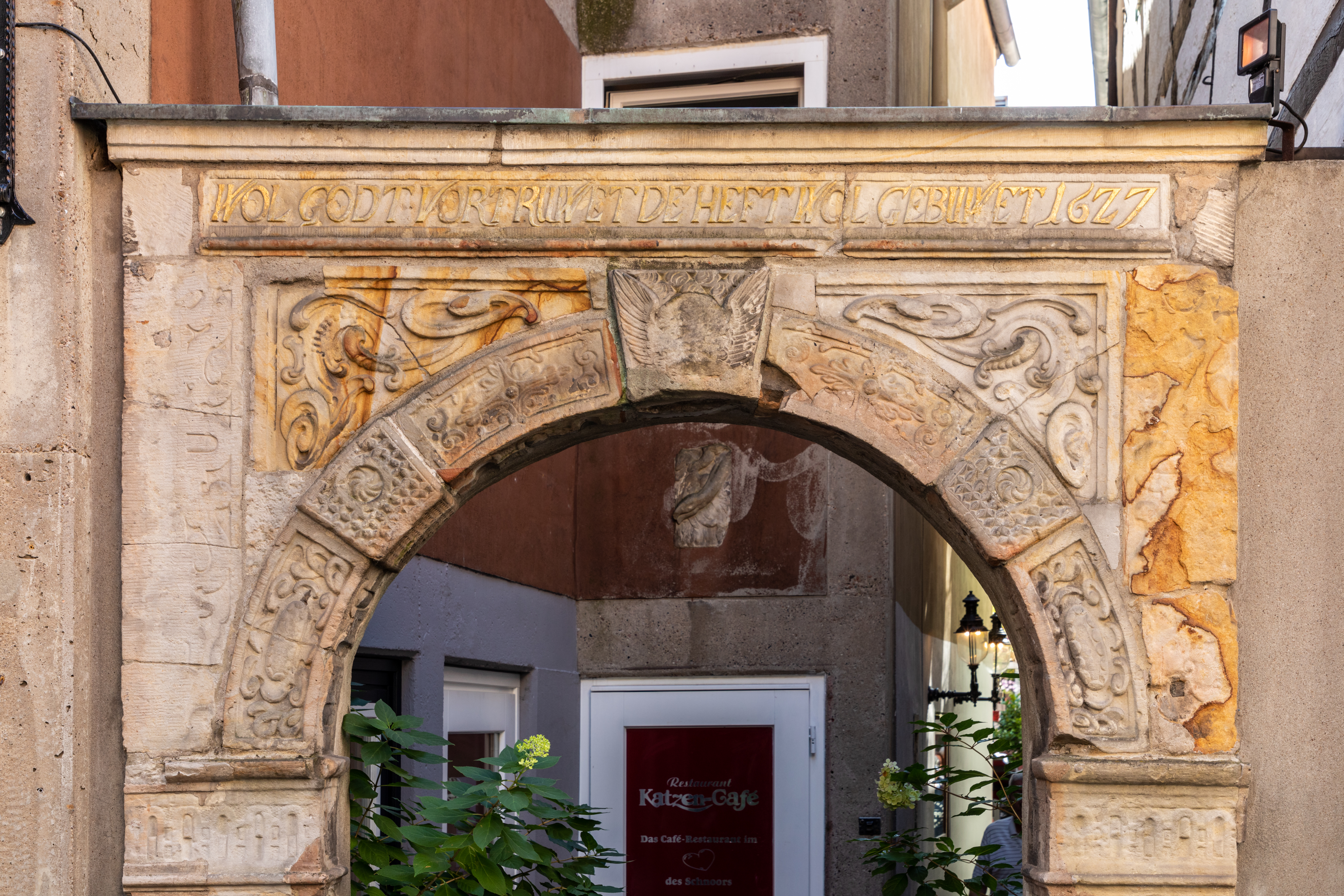
Torbogen mit reliefierten Spandrillen
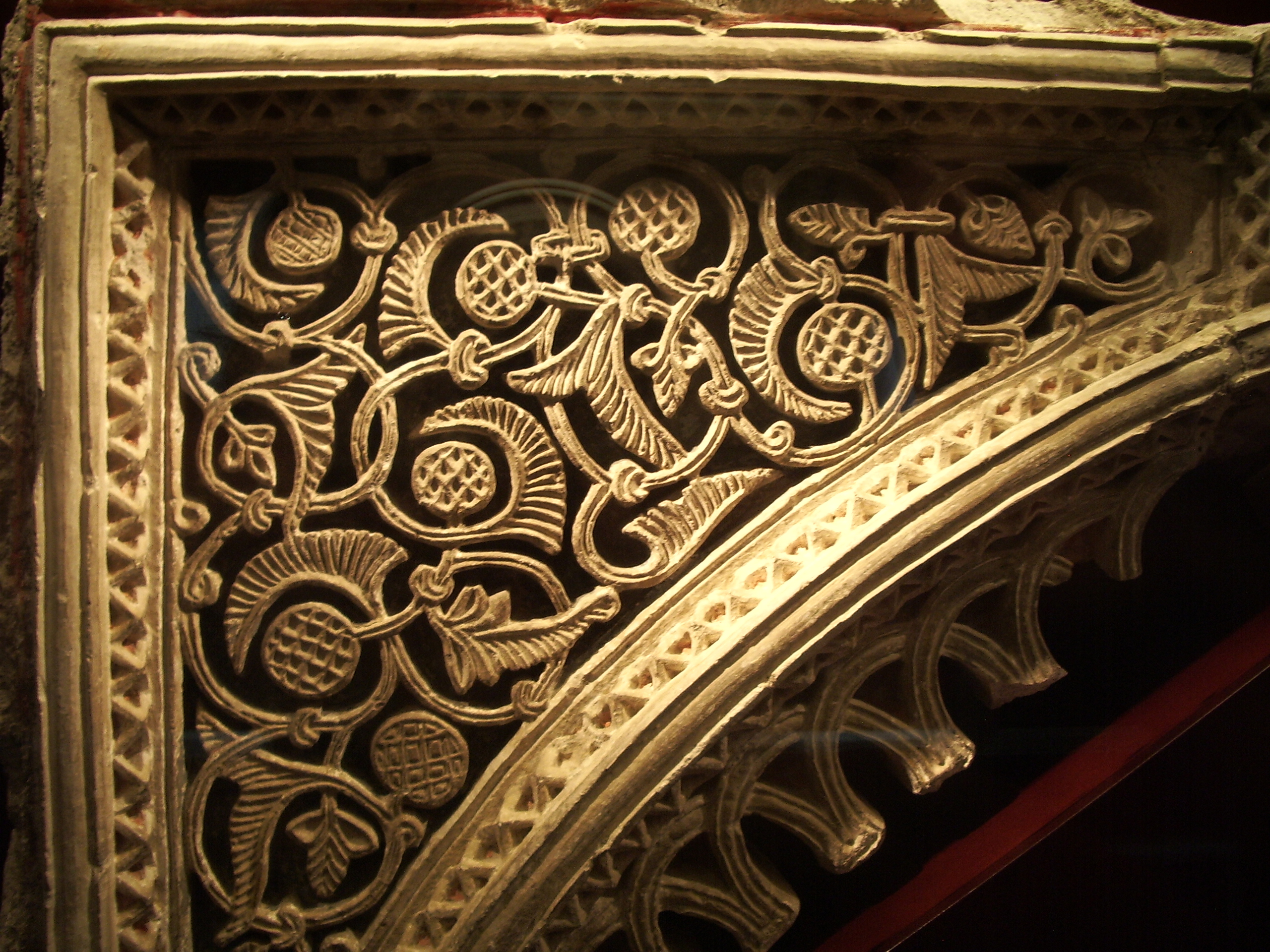
Spandrille, 14. Jahrhundert
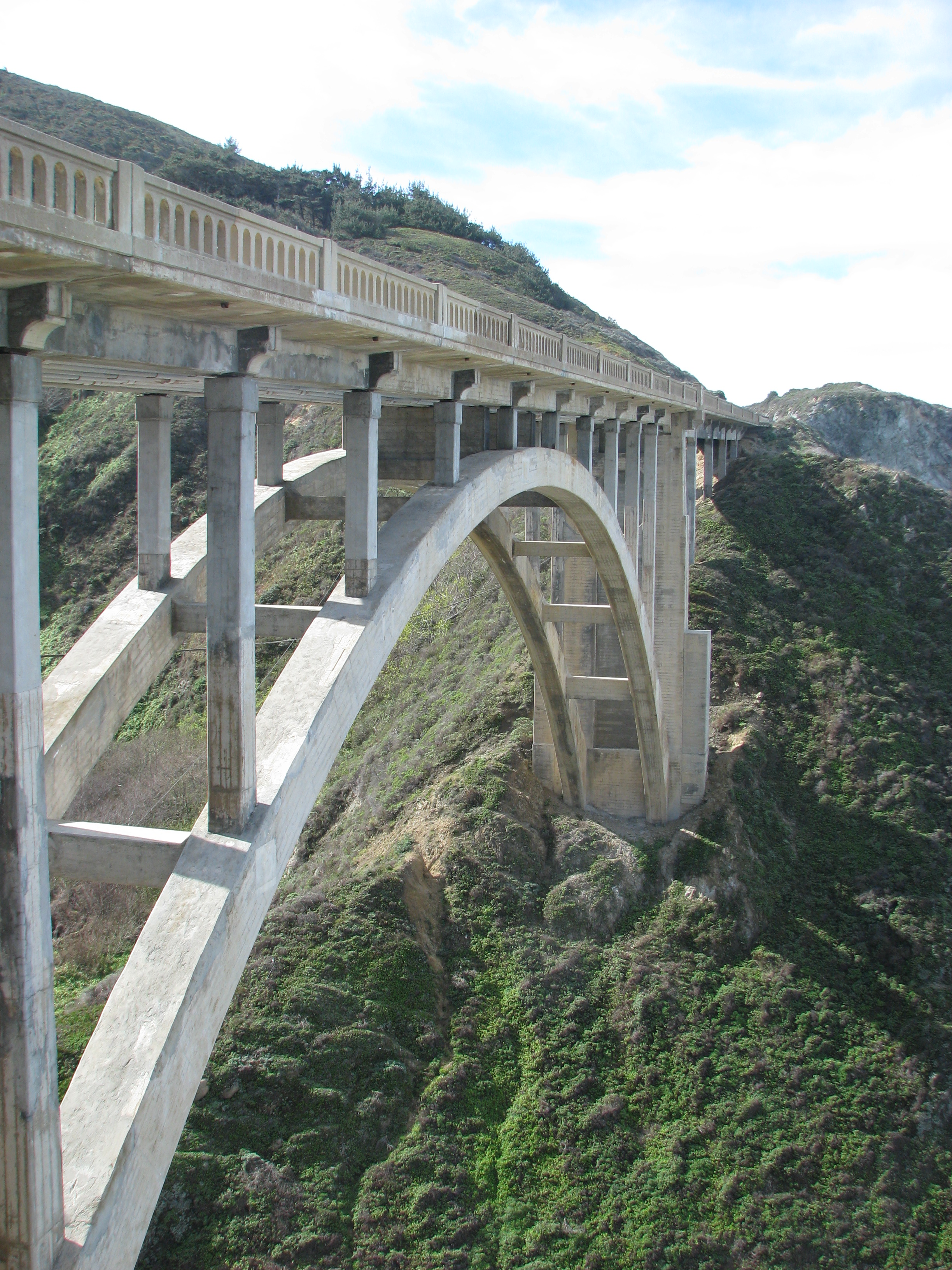
Brücke mit offener Spandrille

## Gewölbezwickel
Im Gewölbebau entsteht ein Gewölbezwickel (auch Hängezwickel) als sphärisches Dreieck zur Überleitung vom quadratischen Grundriss eines Unterbaus zum Fußkreis einer Kuppel.
→ Hauptartikel: Pendentif. Siehe auch: Türkisches Dreieck, Trompe.

Gewölbezwickel
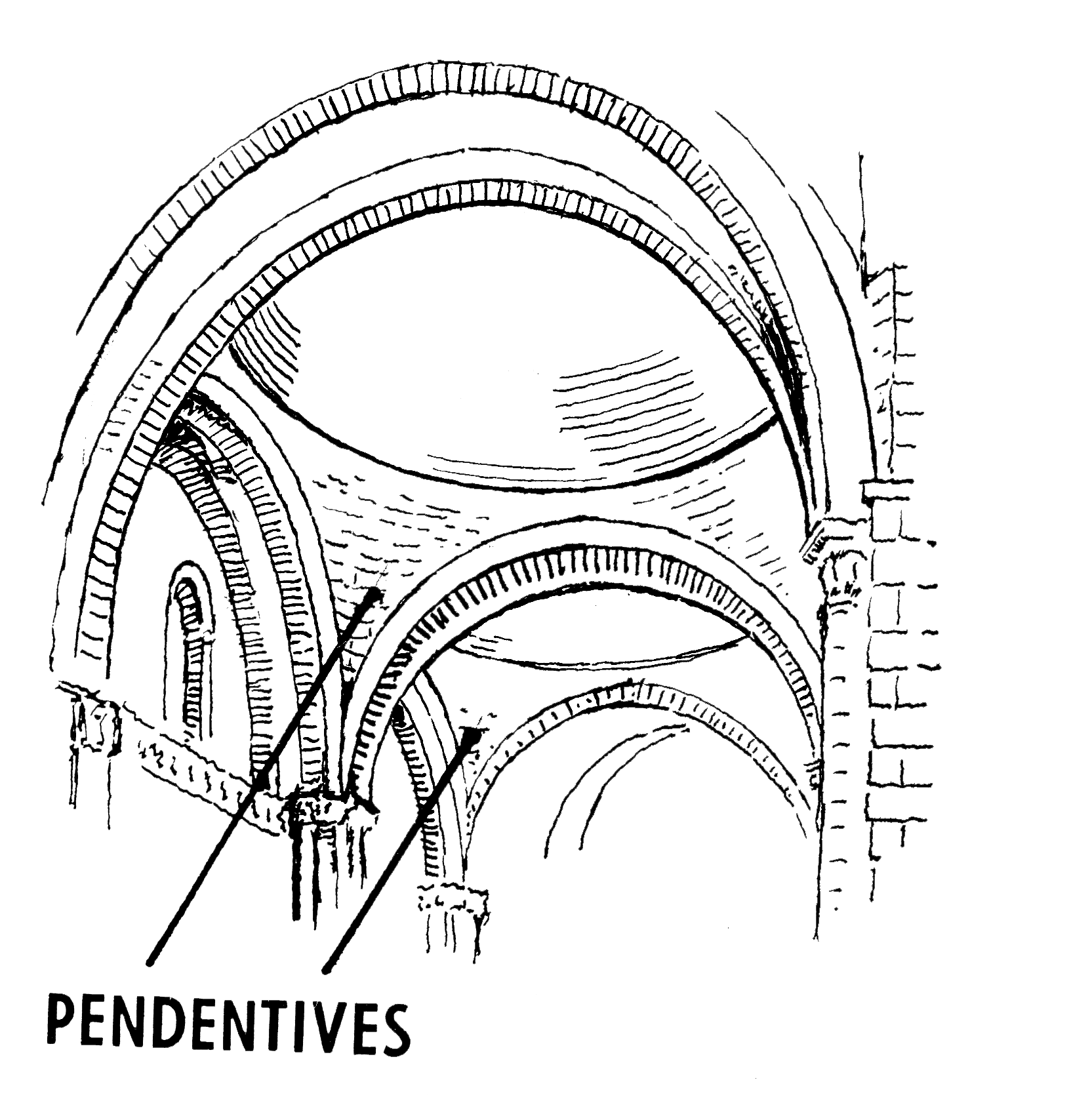
Pendentifs (Schema)
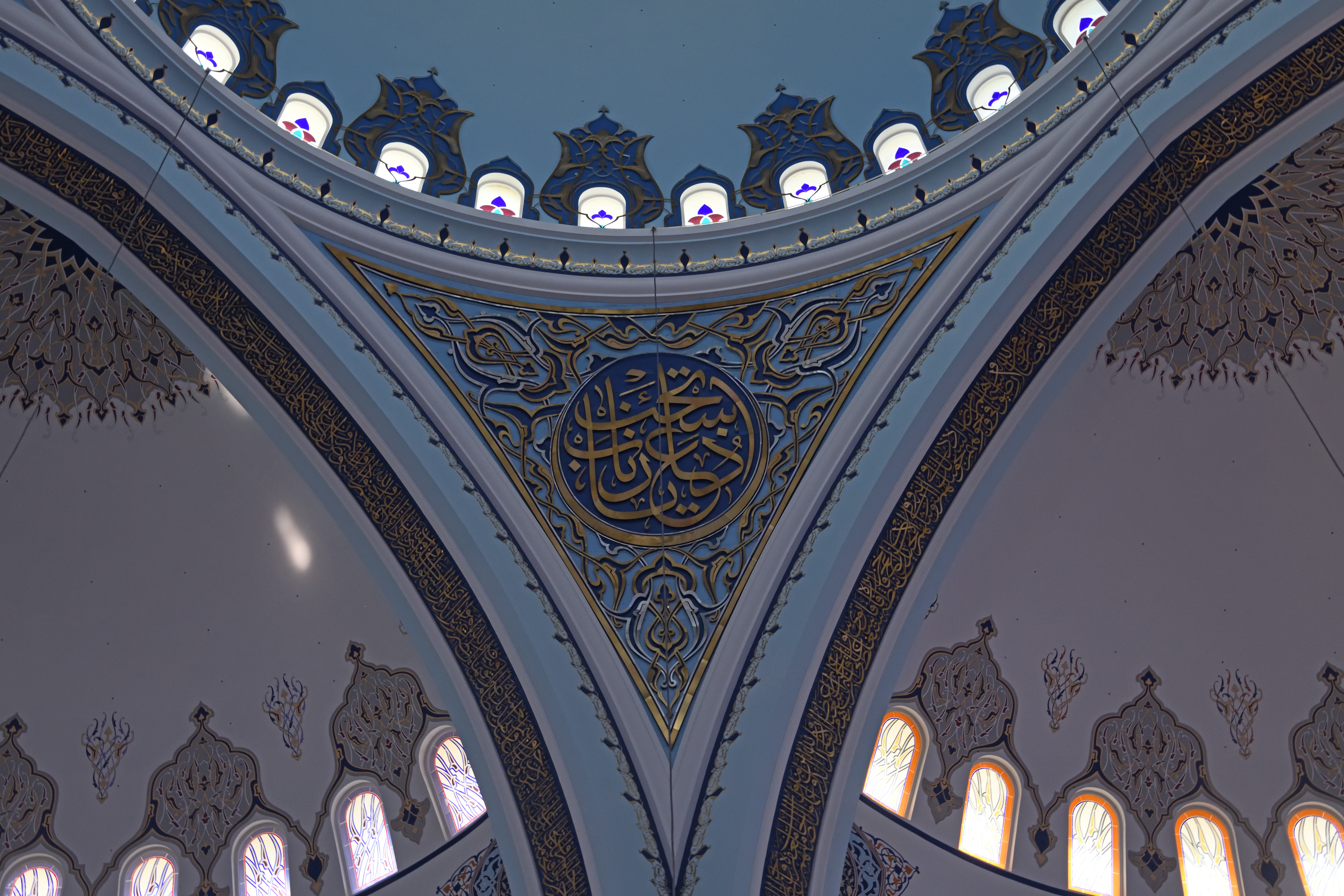
Ausgemaltes Pedentif
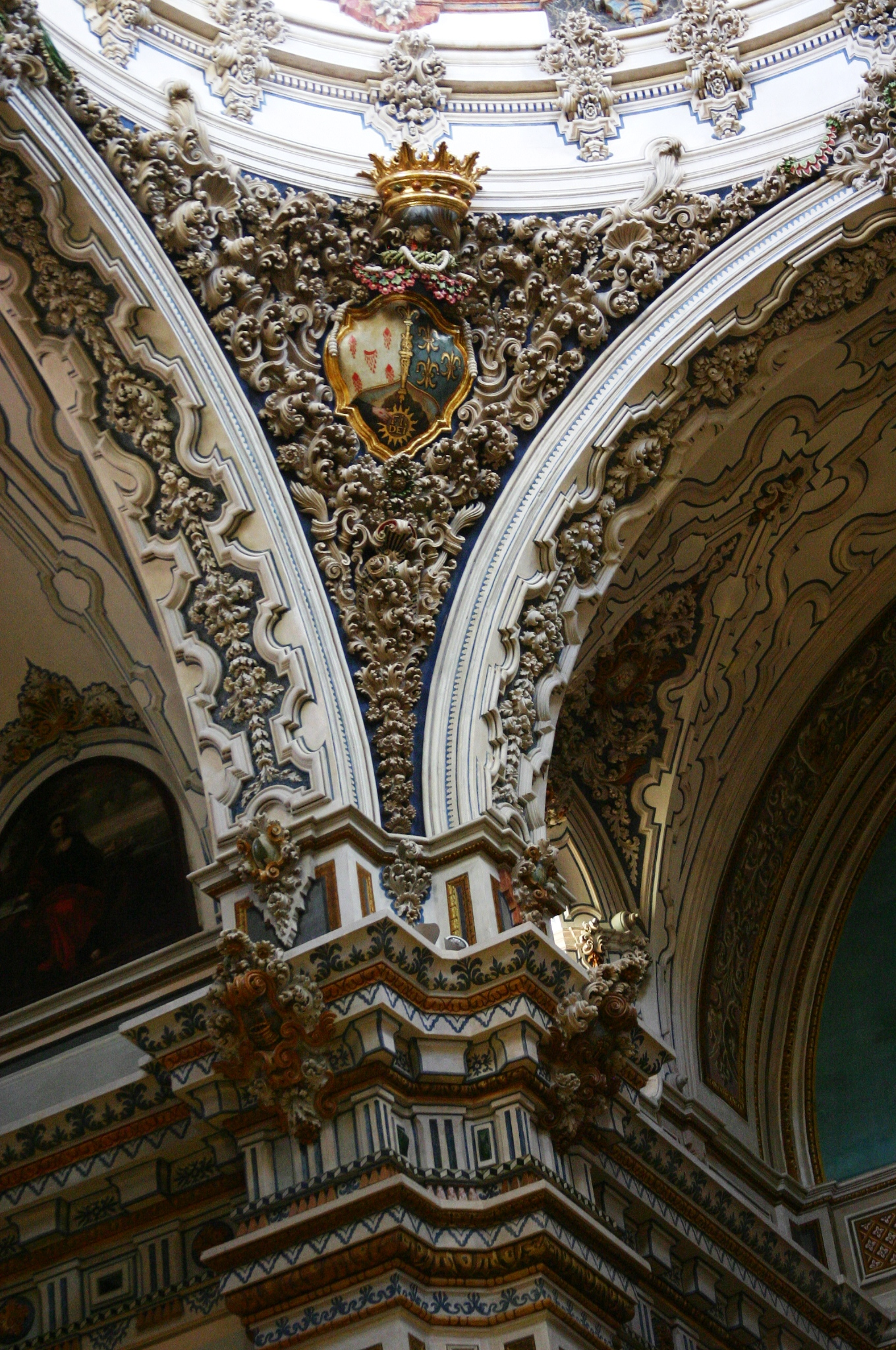
Reliefiertes Pendentif

## Zwickelstein
Beim Straßenpflaster sind Zwickel diejenigen Pflastersteine von dreieckiger Form, die man beim spitzwinkeligen Zusammentreffen oder Endigen von Pflastersteinreihen als Anfangs- oder Endstücke verwendet, auf welche die rechteckigen Steine folgen.

Pflasterzwickel
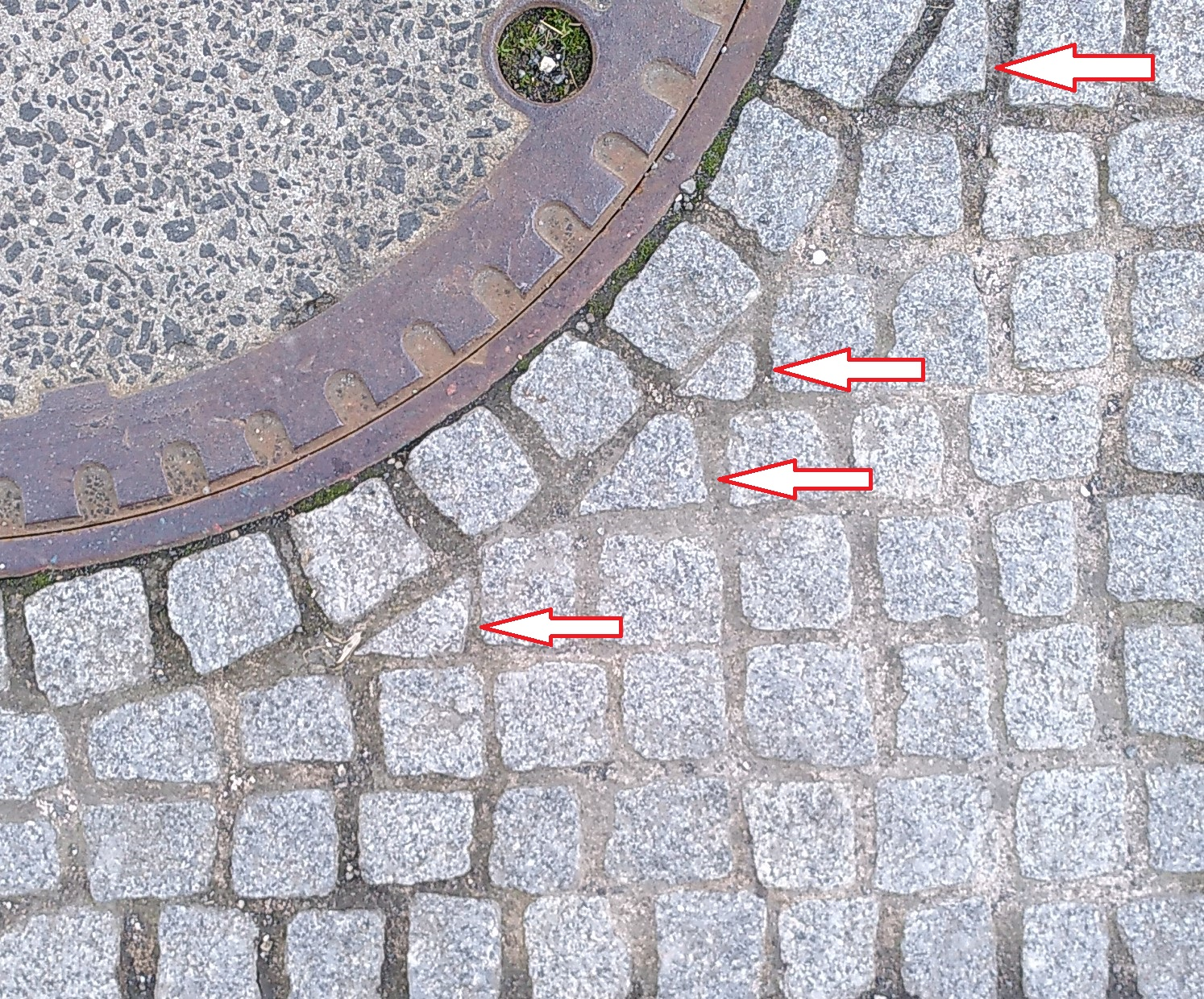
Dreieckige Zwickelsteine im Straßenpflaster beim Anschluss an die Rundform
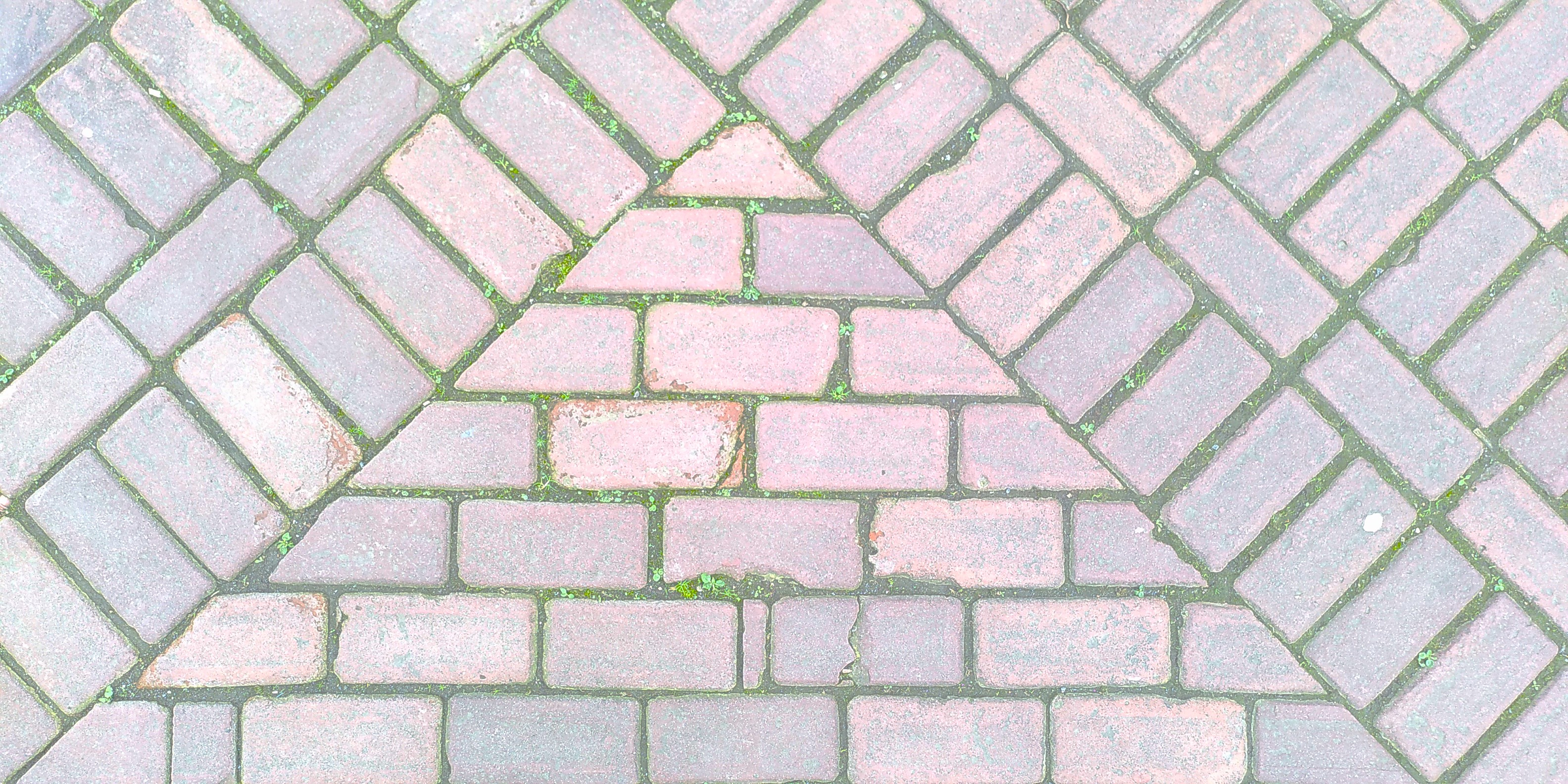
Zwickelsteine als für den geraden Anschluss angeschrägte Pflastersteine

## Glaszwickel
Glaszwickel sind die Glasdreieckchen oder -viereckchen zwischen den Rauten oder Butzenscheiben.

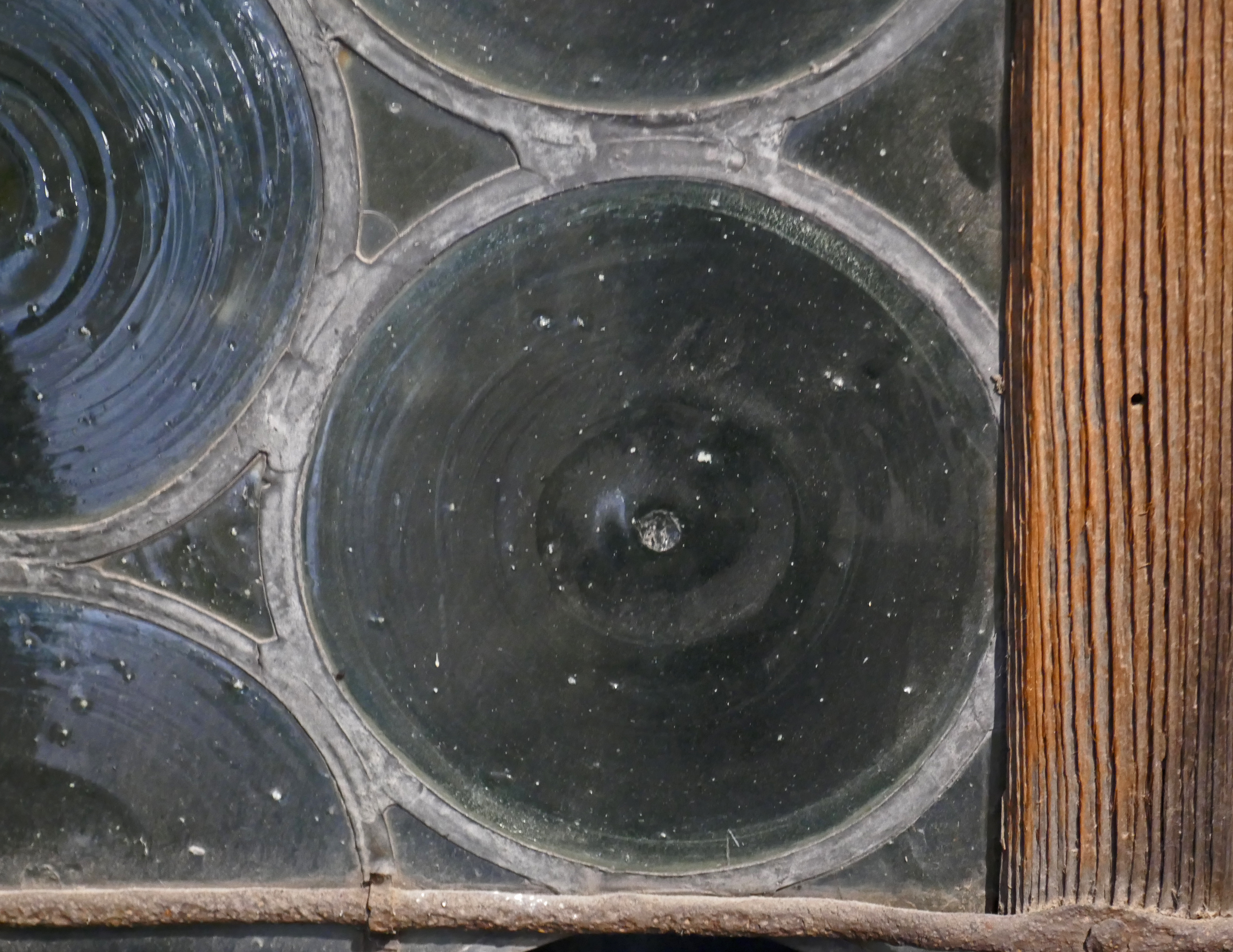
Glaszwickel um eine runde Butzenscheibe